# チャウタイン県 (ベンチェ省)
チャウタイン県（チャウタインけん、ベトナム語：Huyện Châu Thành / 縣週城?）は、ベトナム社会主義共和国ベンチェ省の県。面積は224.82km²、人口は157,138人（2018年）である。

## 行政区画
以下の1市鎮21社から構成される。
- チャウタイン市鎮（Châu Thành / 周城）
- アンヒエップ社（An Hiệp / 安協）
- アンホア社（An Hòa / 安化）
- アンカイン社（An Khánh / 安慶）
- アンフオック社（An Phước / 安福）
- ザオホア社（Giao Hòa / 交和）
- ザオロン社（Giao Long / 交隆）
- ヒューディン社（Hữu Định / 有定）
- フーアンホア社（Phú An Hòa / 富安和）
- フードゥク社（Phú Đức / 富德）
- フートゥク社（Phú Túc / 富足）
- フオックタイン社（Phước Thạnh / 福盛）
- クイソン社（Quới Sơn / 貴山）
- クイタイン社（Quới Thành / 貴城）
- ソンホア社（Sơn Hòa / 山和）
- タムフオック社（Tam Phước / 三福）
- タンフー社（Tân Phú / 新富）
- タンタック社（Tân Thạch / 新石）
- タインチエウ社（Thành Triệu / 成肇）
- ティエンロン社（Tiên Long / 仙龍）
- ティエントゥイ社（Tiên Thủy / 仙水）
- トゥオンダー社（Tường Đa / 祥多）